# Ratak-Kette
Die Ratak-Kette ist eine Inselkette im Osten des Territoriums der Marshallinseln. Das aus der mikronesischen Sprache stammende Wort Ratak bedeutet „Sonnenaufgang“ (Osten). Viele der die Atolle bildenden Inselchen sind unbewohnt. Auf den Inseln der Gruppe leben zusammen etwa 34.000 Menschen. Zur Ratak-Kette gehört auch das Majuro-Atoll mit der Hauptstadt der Marshallinseln, auf dem mehr als die Hälfte der Gesamtbevölkerung lebt.
Die Ratak-Kette setzt sich neben den isolierten, das heißt nicht zu Atollen gehörenden, Einzelinseln Jemo und Mejit aus folgenden Atollen zusammen:
- Ailuk
- Arno
- Aur
- Bikar
- Bokak
- Erikub
- Knox
- Likiep
- Majuro
- Maloelap
- Mili
- Toke
- Utirik
- Wotje